# Alan Winde
Alan Richard Winde (nascido em 18 de março de 1965) é um político e empresário da África Do Sul. Ele é o 8º e atual primeiro ministro do Cabo Ocidental, ocupando o cargo desde 2019. Winde é filiado ao partido Aliança Democrática.
Nascido em Knysna, Winde frequentou a Knysna High School. Ele estabeleceu pequenos negócios dentro de sua cidade natal. Winde iniciou sua carreira política como vereador municipal e distrital no início dos anos 90. Em 1999, foi eleito para o Parlamento Provincial de Western Cape. Em 2009 Winde foi nomeado Ministro Provincial das Finanças, Desenvolvimento Económico e Turismo e serviu ao cargo até Maio de 2014, altura em que assumiu o cargo de Ministro Provincial das Oportunidades Económicas.
Em setembro de 2018, a Aliança Democrática selecionou Winde para ser o candidato do partido a primeiro-ministro de Cabo Ocidental. Winde foi eleito primeiro-ministro em 22 de maio de 2019, sucedendo a Zille.